# Phyllochthonius aoutii
Phyllochthonius aoutii är en kvalsterart som beskrevs av Travé 1967. Phyllochthonius aoutii ingår i släktet Phyllochthonius och familjen Phyllochthoniidae. Inga underarter finns listade i Catalogue of Life.